# Питомба
Питомба (лат. Eugenia luschnathiana) — небольшое вечнозелёное медленнорастущее дерево семейства Миртовые, высотой 6-9 м с овальными или ланцетовидными блестящими, немного волнистыми листьями 2,5-7,5 см длиной, тёмно-зелёными сверху и бледными снизу. 
Мелкие цветки, образующие разветвлённые верхушечные соцветия, имеют длину до 30 см. Плоды из соцветий созревают одновременно.
Плод овальный, длиной 2,5-3,2 см, с оранжево-жёлтой тонкой нежной кожицей и золотисто-жёлтой мягкой сочной ароматной мякотью. В центральной впадине располагается 1-4 крупных коричнево-красных семени. Оно занимает большую часть семенного гнезда, имеет 1-2 белых ядра и окружено съедобным, мягким и сочным, стекловидно-белым ариллусом толщиной до 5 мм. Ариллус прикреплён к семенной оболочке и имеет кисловатый ароматный вкус
.
Распространение
Питомба происходит из Южной Бразилии, там же в основном и культивируется. Дерево популярно также в Парагвае и Боливии. За пределами этих стран питомба малоизвестна.
Хорошо растёт на низменных равнинах в условиях тропического климата. Питомбу выращивают из семян в домашних и промышленных садах.
Применение
Питомба используется в основном для изготовления желе, консервов и газированных напитков. Ариллус спелых плодов перерабатывается на сок. Его также можно сосать прямо с косточки, как конфету-леденец
.